# Кватреле (Мантова)
Кватреле је насеље у Италији у округу Мантова, региону Ломбардија.
Према процени из 2011. у насељу је живело 47 становника. Насеље се налази на надморској висини од 8 м.